# Špičák (Tanvaldská vrchovina)
Špičák, často označovaný jako Tanvaldský Špičák (německy Tannwalder Spitzberg), je výrazný vrch nacházející se mezi městy Tanvald a Albrechtice v pohoří Jizerské hory. Jeho nadmořská výška činí 812 metrů a převyšuje tak severní část tanvaldské kotliny o markantních 320 metrů. Na vrcholu stojí kamenná rozhledna postavená v roce 1909 a o rok mladší turistická chata, upravená do současné podoby v roce 1930. Svahy Špičáku a okolí jsou největším střediskem sjezdového lyžování v Jizerských horách.

## Název
Hora se jmenuje Špičák, takto krátký název lze najít i na mapě III. vojenského mapování a jeho německý ekvivalent, Spitz Berg, na mapě II. vojenského mapování. Přívlastek tanvaldský rozlišuje Špičák od jiných stejnojmenných kopců a zároveň popisuje příslušnost k městu Tanvald, na jehož katastrálním území se hora nachází. Název Tanvaldský Špičák je používán pro železniční stanici na trati Smržovka – Josefův Důl, rozhlednu na vrcholu a lyžařský areál na severních svazích.

## Rozhledna Tanvaldský Špičák
Zhruba od roku 1886 byla na vrcholu hory hospoda, kde se prodávalo lahvové pivo. V roce 1904 došlo k dohodě s vlastníky pozemků a na Špičáku vyrostla dřevěná výletní chata s restaurací, tzv. Stará bouda, která však 3. listopadu 1905 z neznámých důvodů vyhořela. Nejstarší vyhlídka byla zpřístupněna 4. srpna 1889. Dnešní kamennou rozhlednu nechal postavit Německý horský spolek pro Ještědské a Jizerské hory podle plánů architekta Roberta Hemmricha. Rozhledna, dokončená 4. července 1909, nesla na počest šedesátého výročí panování císaře Františka Josefa I. jméno Jubilejní rozhledna Františka Josefa I. Rok po rozhledně byl dostavěn také přilehlý hostinec. Dnešní podobu získala chata roku 1930.

## Lyžařské středisko
Ski Aréna Jizerky je největší lyžařský areál v Jizerských horách. Celková délka všech sjezdovek činí přes 8 km. Areál je díky svým modrým sjezdovkám vhodný pro výcvik malých lyžařů. K dispozici je zde lyžařská školka, půjčovna a servis lyží.